# Яранпасаёль
Яранпасаёль — река в России, протекает по территории Троицко-Печорского района Республики Коми. Устье реки находится в 286 км по левому берегу реки Илыч. Длина реки — 12 км.
Исток реки находится на Северном Урале, река стекает с северной оконечности хребта Кычилиз. Течёт на юго-запад, ширина русла на всём протяжении не превышает 10 метров. Всё течение проходит в ненаселённой тайге на территории Печоро-Илычского заповедника.

## Данные водного реестра
По данным государственного водного реестра России относится к Двинско-Печорскому бассейновому округу, водохозяйственный участок реки — Печора от истока до водомерного поста у посёлка Шердино, речной подбассейн реки — Бассейны притоков Печоры до впадения Усы. Речной бассейн реки — Печора,